# Václav Vorlíček
Václav Vorlíček (ur. 3 czerwca 1930 w Pradze, zm. 5 lutego 2019 tamże) – czeski reżyser filmowy i scenarzysta, nazywany królem komedii.
W latach 1951–1956 studiował reżyserię w Wydziale Filmowym i Telewizyjnym Akademii Sztuk Scenicznych w Pradze.
W 2005 nakręcono o jego twórczości film dokumentalny: Václav Vorlíček, král komedií a pohádek

## Filmografia
- 2007 – Saxana
- 2004 – On je žena! (serial TV)
- 2001 – Mach, Šebestová a kouzelné sluchátko
- 2000 – Král sokolů (pol. tytuł: „Król sokołów”)
- 2000 – Pták ohnivák
- 1998 – Jezerní královna
- 1996 – Kouzelný měšec
- 1995 – Bubáci pro všední den (film TV)
- 1995 – Rabín a jeho Golem (film TV)
- 1990 – Arabela se vrací (serial TV) (pol. tytuł: „Powrót Arabeli”)
- 1988 – It’s Not Me
- 1987 – Křeček v noční košili (serial TV)
- 1986 – Mladé víno
- 1985 – Já nejsem já
- 1984 – Ďábel ví hodně (film TV)
- 1984 – Létající Čestmír (pol. tytuł: „Latający Czestmir”)
- 1984 – Rumburak (pol. tytuł: „Rumburak”)
- 1983 – Byt je vykraden, maminko (film TV)
- 1982 – Zelená vlna
- 1981 – Zralé víno
- 1980 – Arabela (serial TV) (pol. tytuł: „Arabela”)
- 1979 – Princ a Večernice (pol. tytuł: „Królewicz i gwiazda wieczorna”)
- 1977 – Což takhle dát si špenát (pol. tytuł: „Szpinak czyni cuda!”)
- 1977 – Jak se budí princezny
- 1976 – Bouřlivé víno
- 1975 – Dva muži hlásí příchod
- 1974 – Jak utopit doktora Mráčka aneb Konec vodníků v Čechách (pol. tytuł: „Jak utopić doktora Mraczka”)
- 1973 – Tři oříšky pro Popelku (pol. tytuł: „Trzy orzeszki dla Kopciuszka”)
- 1972 – Dívka na koštěti (pol. tytuł: „Dziewczyna na miotle”)
- 1972 – Smrt si vybírá
- 1972 – Vychovatel (film TV)
- 1970 – Pane, vy jste vdova! (pol. tytuł: „Jest pan wdową, proszę pana!”)
- 1967 – Konec agenta W4C prostřednictvím psa pana Foustky (pol. tytuł: „Koniec agenta W4C”)
- 1966 – Kdo chce zabít Jessii (pol. tytuł: „Kto chce zabić Jessii?”)
- 1964 – Marie
- 1962 – Kuřata na cestách
- 1960 – Případ Lupínek
- 1956 – Direktiva
- 1954 – Muzikanti